# Luksor
Luksor (arapski: الأقصر ) se smjestio na desnoj obali Nila na području drevne Tebe. Naziv grada Luksora potječe od arapske riječi "el – Uqsor", što znači tabor ili utvrda. Moderni grad se nalazi između staroegipatskih hramova u Karnaku i Luksoru, dok su odmah s druge strane Nila Tebanske nekropole. Zbog toga je grad prozvan "najveći muzej na otvorenom u svijetu", a tisuće internacionalnih turista ga posjeti svake godine, što uvelike pomaže gospodarstvu grada.

## Povijest
Prva povijest Luksora je povijest Tebe, koja je bila glavni grad Starog Egipta od 11. dinastije (Srednje egipatsko kraljevstvo), do 20. dinastije (Novo egipatsko kraljevstvo). Nakon toga politička i vojna uloga grada opada, i kao prijestolnicu zamjenjuju ga gradovi na sjeveru (Pi-Ramzeum, Tanis, Bubastis, Sais i naposljetku Aleksandrija). No Teba je ostala vjersko središte Egipta sve do Helenističkog doba.
Nakon što je Asurbanipal uništio Tebu, i postavio libijskog princa Psamtikaa na prijestolje Egipta, grad je potpuno izgubio značaj. No, posjetio ga je Aleksandar Veliki kako bi prisustvovao festivalu Opet u Amonovom hramu.
Tijekom Rimskog Carstva u Luksoru su Rimljani ustanovili dva vojna tabora, a kršćanski svećenici su između drevnih ruševina hramova ustanovili nekoliko samostana.
Danas grad ovisi o turizmu koji je ozbiljno narušen tzv. "Luksorskim pokoljem" (1997.) kada su islamski ekstremisti kod Deir el-Bahri ubili 64 ljudi (od kojih su 59 bili turisti).

## Znamenitosti
Hram u Luksoru dugačak je oko 260 metara. Jedna od zanimljivosti hrama jesu veliki stupovi koji imaju kapitele u obliku papirusa. Visoki su 19 metara, a opseg im je gotovo 10 metara.
Na sjeveru grada nalazi se Amonov hram u Karnaku, koji je danas samo selo na rubu Luksora, a nekad je također bio dio Tebe.
- Luksorski hram
- Amenhotep III. i Sobek u Luksorskom muzeju
- Džamija Abu al-Haggag u sklopu hrama
- Džamija Gurna
- Luksorska zračna luka
- Bazar u Luksoru
- Prizor s ulice

## Gradovi prijatelji
- SAD - Baltimore
- Bugarska - Kazanlak
- Brazil - Parintins

## Vanjske poveznice
- Luksorska svjetska baština  Arhivirana inačica izvorne stranice od 9. prosinca 2012. (Wayback Machine) - interaktivne slike of 360 stupnjeva
- Theban Mapping Project: stranica posvećena znamenitostima Tebe (engl.)